# Dropshot (likeur)
Dropshot  is een Nederlandse droplikeur gebrouwen door De Kuyper in Schiedam. Het alcoholpercentage is 20%, waardoor het alleen in slijterijen verkocht mag worden. Sinds 2010 bestaat er een variant met 14,9 procent, die ook in de supermarkt verkocht mag worden. Dropshot wordt meestal genuttigd in een shotglas, is zwart van kleur en smaakt naar salmiak. De slogan van Dropshot is "It's Black Magic". Het wordt verkocht in flessen van 10, 50 en 70 cl.
Overmatig gebruik wordt door De Kuyper afgeraden voor mensen met een hoge bloeddruk, omdat zoethout bloeddrukverhogend werkt.  